# Meato ureteral

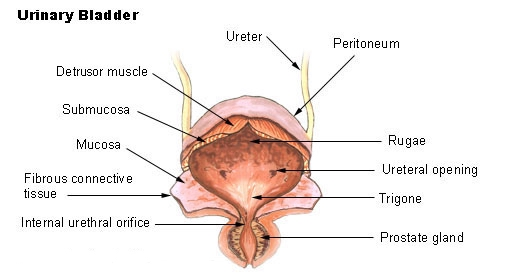
Meato ureteral (ureteral opening)

Pequena fenda no assoalho vesical (da bexiga), por onde é expelida a urina vinda do rim através do ureter.
Os jatos de urina expelidos através do meato ureteral não são constantes e dependem da quantidade de urina que vai sendo eliminada pelo rim e acumulada no ureter; com o ureter tenso pelo acúmulo de urina, há uma pressão sobre o meato ureteral, que se abre e a urina sai em forma de jatos  (ejaculação ureteral).
Normalmente há dois meatos, cada qual escoando o ureter e o rim ipsilateral.